# Agglomerato industriale Modica-Pozzallo
L'area comprensoriale nominata "Agglomerato industriale Modica-Pozzallo" o "Zona industriale Modica-Pozzallo" è una estesa zona ubicata in parte nel territorio di Modica, in parte in quello di Pozzallo. Ospita tra le più importanti realtà produttive del Libero consorzio comunale di Ragusa.

## Gestione ed espansione
Era gestita dal Consorzio ASI (Azienda Speciale per l’Industrializzazione) di Ragusa, per poi essere controllata dalla IRSAP (Istituto Regionale per le Attività Produttive). L'area è il secondo polo industriale della Provincia Iblea  per estensione (492Ha) ed è situato vicino al Porto di Pozzallo.